# Didymellopsis
Didymellopsis är ett släkte av svampar som först beskrevs av Pier Andrea Saccardo och som fick sitt nu gällande namn av Frederic Edward Clements och Cornelius Lott Shear. 
Didymellopsis ingår i familjen Xanthopyreniaceae, divisionen sporsäcksvampar och riket svampar. Släktet innehåller bara arten Didymellopsis pulposi.